# Ньире, Йожеф
Йожеф Ньире (18 июля 1889 — 16 октября 1953) — венгерский писатель популярных романов, политик. Был сторонником фашизма и обвинён в военных преступлениях.

## Биография
Йожеф Ньире родился 18 июля 1889 года в деревне Секейжомбор, Венгрия. В 1912 году, преподавал теологию в Надьсебене. В 1915 году был священником, спустя 4 года женился, некоторое время работал на мельнице. Затем он добился успеха, публикуя короткие рассказы в журналах и газетах, и работал журналистом в течение 10 лет.
В 1931 году получил по наследству хуторское имение и стал им управлять.
Он был большим поклонником Йозефа Геббельса и входил в фашистское "собрание скрещенных стрел" партии "Скрещенные стрелы". После Второго Венского арбитража 1940 году Йожеф Ньире стал депутатом венгерского парламента как член крайне правой, антисемитской Трансильванской партии. После нацистского переворота партии «Скрещенные стрелы» в 1944 году оставался депутатом парламента и редактором ультраправого издания «Венгерская мощь». После окончания войны бежал сначала в Западную Германию, а затем во франкистскую Испанию, где и умер. Йожеф Ньире умер от рака 16 октября 1953 года в возрасте 64 года. В 2012 году была сделана попытка перевезти останки Ньире из Мадрида, где его прах был похоронен в 1953 году, в Одорхею-Секуеск в Румынии. Перезахоронение было запланировано на 27 мая, но правительство Румынии запретило переезд.
Художественная литература Ньиро, популярная в 1930-1940-х годах, описывает жизнь жителей деревни Секей, живущих в Карпатах, таких как лесорубы и фермеры. Главный герой его романа Uz Bence - архетипичный секейский мужчина: физически сильный, с чувством юмора и проницательный, с инстинктами, которые позволяют ему выживать практически в любой ситуации. Стиль Ньеро был основан на экспрессионизме, и его рассказы показывают людей в тесной гармонии с природой, которую он считал истинным источником человеческого счастья.
После Второй мировой войны он был выброшен из коммунистического канона и в значительной степени забыт из-за его политических взглядов. Венгерские правые в начале XXI века попытались восстановить его в учебной программе в рамках пересмотра национального литературного канона.